# Ștei
Șteiⓘ (węg. Vaskohsziklás) – miasto w Rumunii, w okręgu Bihor (zachodni Siedmiogród), liczące 9466 mieszkańców.
Miasto zostało założone w 1952. W latach 1958–1996 nazywało się Petru Groza. Jest to ośrodek górnictwa uranu.

## Miasta partnerskie
- Hajdúdorog